# Панцир-С1
Панцир-С1 (Индекс ГРАУ – 96К6, на етапа на разработване има условното име „Тунгуска-3“, според класификацията на НАТО – SA-22 Greyhound (от англ. — хрътка)) е руски самоходен зенитен ракетно-артилерийски комплекс (ЗРАК) с наземно и морско базиране.
Комплексът е разработен от ред структури на отбранително-промишления комплекс на СССР и Русия, начело с Конструкторското бюро по приборостроене. Предназначен е близко прикритие на граждански и военни обекти (в т.ч. комплексите на ПВО с голям радиус на действие) от всички съвременни и перспективни средства за въздушно нападение. Също може да осъществява защитата на отбранявания обект от наземни и надводни заплахи.
Работите по създаването на комплекса са завършени през 1994 г., за първи път той е демонстриран на МАКС-1995. От тогава комплексът е значително модернизиран, последната известна модификация е показана на МАКС-2007. На 16 ноември 2012 г. с разпореждане на Председателя на правителството на РФ Дмитрий Медведев ЗРПК „Панцирь-С1“ е приет на въоръжение във ВС на Русия.

През 2015 г. е приет на въоръжение новият комплекс „Панцирь-С2“ с подобрени характеристики. През 2016 г. е завършена разработката на модификацията „Панцирь-СМ“, в която, за сметка на използването на ново разработена многофункционална станция за прицелване, далечината на поражение на целите е увеличена до 40 км.

## История на създаването
Задействани структури
В разработката и производството на бойните и учебните средства на комплекса „Панцирь-С1“ са задействани следните структури:
- Комплексът като цяло – ГУП „КБП“, Тула, Тулска обл. (разработка);[12]
- Бордова апаратура на комплекса – ФГУП „НИИФП Ф. В. Лукин“, Зеленоград, Московска обл. (разработка);[13]
- Бойно отделение – ОАО АК „Туламашзавод Рябиков“, Тула, Тулска обл. (производство);[14]
- Механизми – ГУП ВНИИ „Сигнал“, Ковров, Владимирска обл. (разработка);[15] ОАО ПО „Завод А. В. Ухтомски“, Люберци, Московска обл. (производство);[16]
- Радиолокационна станция за засичане на целите – ОАО „Всерусийски НИИ по Радиотехника“, Москва (разработка);
- Радиолокационна станция за съпровождане на целите – ФГУП „Орден на трудовото червено знаме НИИ по радио“, Москва (разработка);[17]
- Полупроводникови СВЧ-прибори за радиолокационната апаратура – ОАО Обединение „Светлана“, Санкт Петербург, Ленинградска обл. (разработка/производство);[18][19]

## Обзор
„Панцирь-С1“ представлява зенитен ракетно-артилерийски комплекс с малък радиус на действие, разположен на верижно шаси, колесно шаси камион, ремарке или поставян стационарно. Управлението се води от двама или трима оператори. Противовъздушната отбрана се осъществява от автоматични оръдия и управляеми ракети с радиокомандно насочване с инфрачервено и радиолокационно проследяване. Комплексът е предназначен за защитата на малоразмерни обекти от средствата за въздушно нападение (както пилотируеми, така и безпилотни). Освен това комплексът е способен да води борба с лекобронирани наземни цели, а също и с жива сила на противника.
Особеността на комплекса „Панцирь-С1“ се състои в съвместяването на многоканална система на засичане и съпровождане на целите с ракетно-артилерийското въоръжение, създаващ плътна зона на прихващане на цели по височина (минимална) от 0 м и по далечина (минимална) от 200 м. Досегаемост по височина 15 км, по далечина 20 км, даже без външна поддръжка.
Времето за реакция на комплекса е 4 – 6 секунди; 1,5 секунди между пусковете на ракетите както и захващането на целите от системата.
Броя на едновременно обстрелваните цели в полето ±45° е четири. В ±90° – две.
Максималната скорост на захват е равна на 10 цели в минута.
Минималната ЕПР за комплекса е 2 – 3 см². Това позволява да се фиксират малоразмерни разузнавателни БПЛА с близко действие.
През 2014 г. в рамките на учения е потвърдена възможността да се унищожи от комплекса, работещ в движение, цел със скорост 1000 м/с.
Модулният принцип позволява да се разполага системата на произволно шаси, в т.ч. на гъсеничен движител.
Стойност
Според данните от известните договори, цената на един ЗРПК „Панцирь-С1“ при експортни доставки е 13,15 млн. щатски долара. до 14,67
Съществува по-проста и по-евтина версия на „Панцирь-С1“ за експорт, която съдържа само оптико-електронната система за управление на огъня.

### Работа на комплекса
До 6 машини от „Панцирь-С1“ могат съвместно да работят чрез цифрова мрежа за свръзка в различни режими.
- Единични бойни действия: всички действия, започвайки от засичането на целта до нейното прихващане, напълно се изпълняват от един комплекс без привличане на други средства.
- Бойни действия в състава на батареи: един „Панцирь-С1“ работи като бойна машина и едновременно като команден пункт. От 3 до 5 „Панцири“ могат да бъдат включени към него и да получават целеуказания за последващо изпълнение на задачите.
- Бойни действия с команден пункт: командният пункт изпраща целеуказания към установките „Панцирь-С1“ за последващо изпълнение на задачите.
- Бойни действия в състав на батареи с команден пункт и РЛС за ранно предупреждение (собствена РЛС за ранно предупреждение, високомобилната 1РЛ123[26][27]): командният пункт получава въздушната обстановка от РЛС за ранно предупреждение и препраща целеуказанията към установките „Панцирь-С1“ за последващо изпълнение на задачите.
- Може да работи в автоматичен режим както като отделна бойна единица, така и в състава на подразделения до 6 машини в батарея[22].

## Конструкция

### Локационна система
3 локатора:
- Радар за ранно засичане и целеуказание от типа ФАР (дм-диапазон), по азимут 360°[2], по вертикала съгласно използвания режим.
- Радари за съпровождане и насочване: полезрение (см-диапазон)[28] – хоризонтала 0 – 60° или 26 – 82° (2 режима)[2]. Милиметров диапазон съвместно. По азимут ±45° и за сметка на въртене кръгов обзор.
- Полезрение на пасивния оптичен локатор в състава на радарите за съпровождане и насочване 1,8 × 2,7 град.[29]. Вертикално – от -5 до +82° с оглед движенията на радара. Скорост на насочване максимална – не по-малко от 100 град./с.

### Система за откриване, съпровождение и управление на огъня
Системата за управление на огъня на комплекса „Панцирь-С1“ включва РЛС (на основа ФАР) за засичане и РЛС за съпровождане. Тези радари съпровождат както целите, така и ракетите земя-въздух, пускани от комплекса.
Радиолокационната станция 1РС1-1Е за откриване на целите с дм-диапазон е създадена в ВНИИРТ. За цели с ефективна площ на разсейване 2 м² далечината на откриване е равна на 32 – 36 км. Максималната далечина на засичане е 80 км.
Освен радара, системата за управление на огъня също съдържа оптико-електронен комплекс с дълговълнов приемник на излъчванията (инфрачервен пеленгатор), а също осъществява цифрова обработка на сигналите и автоматично съпровождане на целите. Цялата система може да работи напълно автоматично.
РЛС 1РС2-Е „Шлем“. Основата на станцията е двудиапазонна РЛС (см+мм), осигуряваща работата на ЗРПК (в т.ч. и по време на движение) по широк вид цели – самолети, вертолети (в т.ч. намиращи се в режим на „висене“), дистанционно-пилотируеми летателни апарати (ДПЛА), високоточно оръжие, подвижни наземни обекти. Локаторът в милиметровия диапазон осигурява откриване и поражение на цели с ЕПР 0,1 м² в обсег от 20 км. Захватът на цел с ЕПР 2 м² се осигурява от РЛС на далечини до 30 км. Максималната далечина е 36 км.
ОЕС служи и за засичане на целите и за тяхното съпровождане и насочването на ракетите в оптическия и топлинния диапазон честоти. ОЕС съпровожда целта, използвайки ИЧ-диапазон 3 – 5 мкм, което осигурява многосезонно използване на ракетното въоръжение в оптическия режим на работа. Далечината на автосъпровождение (при далечина по метео условия 10 км) съставлява: за самолет F-16 – 17 – 26 км; за ПРР HARM – 13 – 15 км. Единствено ОЕС се използва за стрелба по морски и наземни цели.
Двете независими средства за насочване – радарът и оптико-електронната система – позволяват да се осъществява захвата на четири цели едновременно.
Времето за реакция на комплекса е 4 – 6 секунди. 1,5 секунди има между пусковете на ракетите както и за захващане на целите от системата, което е световен рекорд. Секторът за работа за ОЕС е от -5° до +82° по вертикала, с оглед на значителната физическа височина на разполагане на прицелния комплекс с ОЕС това разширява полето за ранно откриване на свръхнисковисочинни, морски и наземни цели.
За осигуряване на защитеността на система от смущения свръзката сменя работната честота с 3500 скока/с на псевдослучаен принцип в широк диапазон.

### Ракета
Официалните данни на разработчика говорят, че ракетата е високоманеврена, с малко време на участъка за ускоряване, малко снижение на скоростта за сметка на бикалибрената схема (ускорителен блок се отделя и калибърът на ракетата рязко намалява, което снижава загубите от аеродинамичното съпротивление), миниатюрната електроника, взривателя е контактен и неконтактен.
Ракетата е 57Э6Е, експортната – 57Э6-Е (и двете: височина 15, далечина 20, до 2006 г. до 18 км по далечина), и 9М335 (височина 8, далечина 12). От 2010 е приет на въоръжение вариантът с 57Э6Е (височината на поражение от 10 км е до тази година, обаче няма точни данни през коя година). Минималната височина на целта за ракетата е 15 м, радиусът на сработване на неконтактния взривател е 7 – 9 м. За предишния вариант се осигурява за цели от типа самолет на тактическата авиация, включая малкозабележимите, движещи се със скорост 500 м/с и летящи на височина 10 км.
Ракетата се съхранява без проверка 15 години.
Ракетата осигурява поражение на цели с ЕПР 0,1 – 0,3 кв. метра на далечина 20 км и ефективно поразяване на всички типове перспективни средства за въздушно нападение, преди всичко на високоточно оръжие със скорости на полета до 1000 м/с и минимална ефективна отразяваща повърхност (ЕОП) 0,03 – 0,06 м², с вероятност не по-малко от 0,7 с една ракета.
Към 2017 трябва да бъде завършена разработката на Панцирь-СМ с възможност за ефективно поражение на балистични цели.

## Модификации
- Роман – 1994 г. Прототип, изпълнен на шаси Урал-5323-20.
- ЗПРК 96К6 – 2005 г. Сериен вариант, изпълнен на шаси КамАЗ-6560.
- Панцирь-С1-О – 2005 г. Въоръжение: 2×2 30-мм 2А72, 2×4 57Э6Е. С оптична система за управление на въоръжението (с едноцелев канал). Отсъства РЛС за съпровождение.
- Панцирь-С1Э – модификация за експорт, изпълнена на шаси MAN-SX45. Използвано е оборудване с чуждестранно производство. ЗУР – 9М311;
- Панцирь-2Э – 2006 г. – специална модел за експорт. РЛС за съпровождане е с подобрени параметри;
- Панцирь-С1 – 2006 г. Въоръжение: 2×2 30-мм 2А38М, 2×6 57Э6Е. С РЛС за съпровождане с 4-целев канал, зона на захващане на целите по далечина – 0,2 – 20 км, по височина – 0 – 15 км.
- Панцирь-С1 (БМ 72В6Е) – Модификация на комплекса, изпълнена на шаси „БАЗ-6909-019“[41]
- Панцирь-С2 – модернизиран комплекс за ВС на РФ, на въоръжение[42].
- Панцирь-М – морски вариант на ЗРАК „Панцирь-С“[43] в него се съдържат 8 готови ракети + 32 в резерв, две 30-мм оръдия ГШ-6-30. От юли 2015 г. се предполага започването на серийно производство[44]. През август 2015 е направена поръчка за първите три комплекса[44], на 30 април 2018 г. е спуснат на вода първият МРК от проекта 22800, снабден с комплекса[45].
- Панцирь-МЕ – 2015 г. Въоръжение: 8 готови ракети + 32 в запас, две 30-мм оръдия ГШ-6-30. Предлага се за експорт. Комплексът трябва да замени „Кортик“ и за него ще бъдат пригодени някои кораби[46]
- Панцирь-СА – арктическа модификация на базата на двузвеневия верижен транспортьор ДТ-30. За първи път е представен на широката публика на Военния парад на победата, на Червения площад, 9 май 2017 г.[47]. За разлика от базовия модел няма зенитно оръдие, увеличен е броят на ракетите от 12 до 18 и е модернизирана станцията за засичане на целите[48]
- Панцирь-СМ – модификация, в която, за сметка на използването на новоразработената многофункционална станция за прицелване, далечината на поразяване на целите е увеличена до 40 км, далечината на засичане 75 км.[11]

### Шаси
| Индекс на шасито   | КамАЗ-6560      | ГМ352М1Е                                     | БАЗ-6309 „Вощина-1“ | MAN-SX45                    | МЗКТ-7930 (проект) | ДТ-30ПМ                                      | КамАЗ-53958                    |
| ------------------ | --------------- | -------------------------------------------- | ------------------- | --------------------------- | ------------------ | -------------------------------------------- | ------------------------------ |
| Външен вид         |                 |                                              |                     | Панцирь-С1 на шаси MAN-SX45 |                    |                                              | Панцирь-СМ на шаси КамАЗ-53958 |
| Колесна формула    | 8×8             | вериги                                       | 8×8                 | 8×8                         | 8×8                | вериги                                       | 8×8                            |
| Максимална скорост | 90 км/ч         | 70 км/ч                                      |                     |                             |                    |                                              | 90 км/ч                        |
| Брониране          | противокуршумно | защита от снаряди на малокалибрена артилерия | противокуршумно     | противокуршумно             | противокуршумно    | защита от снаряди на малокалибрена артилерия | противокуршумно                |
| Запас хода         | 500 км          | 600 км                                       |                     |                             |                    |                                              | 1200 км                        |

## На въоръжение
- Русия:
  - ВВКО на Русия – 36 единици 96К6, по състояние към 2018 г[49].
  - ВКС на Русия – 42 единици 96К6, по състояние към 2018 г.[50]
  - ВМФ на Русия – 12 единици 96К6, по състояние към 2018 г.[51]
- Алжир – 38 комплекса Панцирь-С1Э и 750 със ЗУР 9М331 доставени в периода от 2012 до 2014 г., комплексите са поръчани на Русия през 2006 г.[52][53] (сумата на контракта – над 500 милиона долара)[31].
- Ирак – 24 единици, по състояние към 2018 г[54]. 8 комплекса Панцирь-С1Э и 200 единици 9М331 доставени от Русия през 2014 г., всичко са поръчани 48 комплекса Панцирь-С1Э и 1200 единици 9М331 през 2012 г. (сумата на контракта съставя 2,3 милиарда долара)[52]. 2016: доставка на 20 машини (според неофициални данни, подписанният през 2012 г. с Ирак договор за сума 4,2 млрд. долара предвижда доставката на 24 комплекса)[55].
- Иран: 10 комплекса Панцирь-С1Э, по състояние към 2012 г[56].
- Обединени арабски емирства – 50 единици 96К6, по състояние към 2018 г[57]. 50 комплекса Панцирь-С1Э и 1000 единици 9М311 доставени от Русия в периода от 2009 до 2013 г. (първоначално първата доставка е планирана за 2003 г.). Сумата на контракта съставлява 800 млн. долара (включая частично финансиране на разработването)[52].
- Оман: до 12 комплекса Панцирь-С1Э, по състояние към 2012 г.[58]
- Сирия – определен брой комплекси 96К6, по състояние към 2016 г[59]. 36 комплекса 96К6 и 700 единици 9М311, доставени от Русия в периода от 2008 по 2011 г. Снабдяването се осъществява в рамките на контракта от 2006 г., който предвижда доставката на до 50 комплекса 96К6[52].
- Етиопия – възможно състои на въоръжение, по състояние към 2019 г.[60]

### Възможни доставки
- Бразилия: 3 комплекса Панцирь-С1Э и 75 ЗУР 9М331 са избрани за доставка от Русия, първите доставки се очакват през 2016 г.[52] През февруари 2013 г. е подписано съглашение за намерение за закупуване в бъдеще на няколко батареи „Панцирь-С1“ (от 12 до 18 комплекса)[61]. Подписването на контракта е отложено за 2016 г. поради политическата и икономическата криза[62]. През юни 2017 г. посланикът на Бразилия заявява, че „бюджетните трудности за сега не позволяват да се закупи тази техника“[63].
- Екваториална Гвинея – подписан контракт за доставката на два комплекса „Панцирь-С1“, боеприпаси и средства на материално-техническото осигуряване за тях[64].

### Разгърнати
- Шест ЗРПК са постъпили на въоръжение в подразделенията на противовъздушната отбрана на Източния военен окръг в Камчатка[65].
- Дивизион самоходни ЗРПК „Панцирь-С2“ е постъпил около Владивосток[66].
- Три ЗРПК „Панцирь“ на ВКС на Русия са разгърнати през септември 2015 г. за охрана на авиобазата Латакия (Сирия)[67].

## Изображения
- Верижен ЗРПК „Панцирь-С1“ на международния форум „Технологии в машиностроенето“ през 2012 г.

- Радиолокационната станция за засичане 1РЛ-123Е и батареен пункт за управление за ЗРПК „Панцирь-С1“

## Бойно използване
През 2014 г., според съобщения в руските СМИ, комплексите „Панцирь“, разположени в Крим, нееднократно свалят безпилотни летателни апарати, влизащи от страна на Украйна.
През 2014 г. компанията Armament Research Services (ARES), основавайки се на информация от социалните мрежи, заявява за присъствието на комплекси „Панцирь-С1“ на неподконтролните на украинските власти територии, в частност в град Луганск, и за тяхното използване в бойните действия. На 19 февруари 2015 г. ARES допълва, че „към момента на публикуване на отчета (2014 г.) не са потвърдени наблюдения за системи „Панцирь-С1“. На снимките, поместени в мрежата през средата на декември, са показани руски системи „Панцирь-С1“, без маркировка и номера, в руския град Каменск-Шахтински недалеч от границата с Украйна“.
Нахлуване в Йемен
През април 2017 г. военни на ОАЕ от състава на обединената арабска групировка сили в в Йемен по погрешка свалят саудитски вертолет Sikorsky UH-60 Black Hawk, използвайки комплекс „Панцирь-С1“, убити са 12 саудитски военни.
Гражданска война в Сирия
Според сведения, публикувани в откритата преса, и според заявленията на военните, комплексите „Панцирь С-1“ нееднократно са използвани в в Сирия.
Така например в началото на октомври 2017 г. се съобщава за унищожаването от руски комплекс „Панцирь“ на две ракети РСЗО „Град“, изстреляни от ИД.
През декември 2017 г. с помощта на комплекса „Панцирь-С1“ са отразени две ракетни атаки по руската авиобаза Хмеймим в Сирия.
В края на декември 2017 г. министърът на отбраната на РФ Сергей Шойгу заявява, че за цялото време на присъствието на контингента на ВС на РФ в Сирия с помощта на ЗРПК „Панцирь С-1“ са унищожени 54 ракети на РСЗО и 16 безпилотни летателни апарата; по-късно Министерството показва свалени в Сирия безпилотници, в т.ч. унищожени с помощта на „Панцирь-С1“.
В нощта на 14 април 2018 г. сирийските ПВО използват комплекси „Панцирь-С1“ за отразяване на ракетния удар на САЩ и техни съюзници по обекти в Сирия. Съгласно официалните данни от министерството на отбраната на Русия, всичко САЩ и техните съюзници използват 103 крилати ракети, от които сирийските средства за ПВО прехващат 71 крилати ракети. При отразяването на този удар са задействани (освен С-125, С-200, „Бук“, „Квадрат“, „Оса“, „Стрела-10“) „Панцирь-С1“ поразяват 23 цели от 25. Съгласно официалните заявления на министерството на отбраната на САЩ, нито една от ракетите не е свалена, а болшинството пускове на зенитни ракети са произведени от сирийците вече след като крилатите ракети са достигнали целите си.
На 10 май 2018 г. един сирийски комплекс „Панцирь-С1“, намиращ се извън бойна готовност, е поразен от пряко попадение на израелска ракета Spike NLOS, в хода на ударите на Израел по обекти в Сирия. Според публикувани по-късно фотографии на повредената машина експертите отбелязват незначителните ѝ повреди и нейната ремонтопригодност.
На 21 януари 2019 г. пресслужбата на ЦАХАЛ публикува видеозапис на удар по сирийска батарея за ПВО, в хода на удара на израелците по предградията на Дамаск, в резултат на което с дрон-снаряд Skystriker е поразен комплекс „Панцирь“.

## Чуждестранни аналози
- FK-1000 – китайски ЗРПК